# Championnat du monde féminin de basket-ball 1983
Navigation
Corée du Sud 1979 Union soviétique 1986
Le Championnat du monde féminin de basket-ball 1983 s’est déroulé à São Paulo au Brésil en 1983. Organisé par la FIBA, il est le 9e championnat du monde de basket-ball féminin.
Ce sont quatorze équipes qui se disputèrent le titre.

## Lieux de compétition
| Ville                                          | Salle | Capacité | localisation                                         |
| ---------------------------------------------- | ----- | -------- | ---------------------------------------------------- |
| São Paulo                                      |       |          | \| São Paulo Brasilia Porto Alegre Rio de Janeiro \| |
| Brasilia                                       |       |          | \| São Paulo Brasilia Porto Alegre Rio de Janeiro \| |
| Porto Alegre                                   |       |          | \| São Paulo Brasilia Porto Alegre Rio de Janeiro \| |
| Rio de Janeiro                                 |       |          | \| São Paulo Brasilia Porto Alegre Rio de Janeiro \| |
| São Paulo Brasilia Porto Alegre Rio de Janeiro |       |          |                                                      |

## Équipes participantes
| Amérique   | Europe           | Asie         | Océanie   | Afrique |
| ---------- | ---------------- | ------------ | --------- | ------- |
| États-Unis | Union soviétique | Corée du Sud | Australie | Zaïre   |
| Brésil     | Bulgarie         | Japon        |           |         |
| Cuba       | Pologne          | Chine        |           |         |
| Canada     | Yougoslavie      |              |           |         |
| Pérou      |                  |              |           |         |

## Compétition

### Format
Le format du tournoi n'a pas changé. L'exception était l'augmentation du nombre de finalistes. Le champion du monde 1979 (équipe américaine) et l'équipe hôte du championnat (équipe du Brésil) se sont qualifiés directement pour la finale.
Tournoi de groupes qualificatifs (3 groupes de 4 équipes) pour déterminer 6 (six) finalistes. Les finalistes du tournoi de groupe ont déterminé les vainqueurs (en tenant compte des résultats des matchs entre les adversaires ayant participé au tournoi de qualification). Les perdants du tournoi de qualification ont joué des matchs pour les 9e à 14e places.

### Tour préliminaire
Les deux premiers de chaque groupe, ainsi que le Brésil, pays organisateur, et les États-Unis, tenant du titre, sont qualifiés pour une poule de classement. Les deux premiers de cette poule se disputent le titre, la troisième place opposant les équipes classées 3e et 4e.
| Groupe A (Brasilia) |              |     |   |   |     |     |      |
|                     | Équipe       | Pts | G | P | PP  | PC  | Diff |
| 1                   | Corée du Sud | 6   | 3 | 0 | 225 | 171 | 54   |
| 2                   | Bulgarie     | 5   | 2 | 1 | 221 | 163 | 58   |
| 3                   | Cuba         | 4   | 1 | 3 | 219 | 208 | 11   |
| 4                   | Pérou        | 3   | 0 | 3 | 148 | 271 | -123 |

|  | Cuba     | 67 | 77 | Corée du Sud |
|  | Pérou    | 44 | 90 | Bulgarie     |
|  | Cuba     | 60 | 76 | Bulgarie     |
|  | Pérou    | 49 | 89 | Corée du Sud |
|  | Cuba     | 92 | 55 | Pérou        |
|  | Bulgarie | 55 | 59 | Corée du Sud |

| Groupe B (Rio de Janeiro) |             |     |   |   |     |     |      |
|                           | Équipe      | Pts | G | P | PP  | PC  | Diff |
| 1                         | Pologne     | 6   | 3 | 0 | 204 | 176 | 28   |
| 2                         | Yougoslavie | 5   | 2 | 1 | 227 | 187 | 40   |
| 3                         | Australie   | 4   | 1 | 2 | 221 | 218 | 3    |
| 4                         | Japon       | 3   | 0 | 3 | 176 | 214 | -71  |

|  | Australie   | 66 | 73 | Pologne     |
|  | Yougoslavie | 90 | 58 | Japon       |
|  | Australie   | 84 | 58 | Japon       |
|  | Pologne     | 58 | 50 | Yougoslavie |
|  | Australie   | 71 | 87 | Yougoslavie |
|  | Japon       | 60 | 73 | Pologne     |

| Groupe C (Porto Alegre) |                  |     |   |   |     |     |      |
|                         | Équipe           | Pts | G | P | PP  | PC  | Diff |
| 1                       | Union soviétique | 6   | 3 | 0 | 287 | 166 | 121  |
| 2                       | Chine            | 5   | 2 | 1 | 228 | 198 | 30   |
| 3                       | Canada           | 4   | 1 | 2 | 201 | 205 | -4   |
| 4                       | Zaïre            | 3   | 0 | 3 | 133 | 280 | -147 |

|  | Chine            | 74  | 66 | Canada           |
|  | Union soviétique | 117 | 40 | Zaïre            |
|  | Chine            | 90  | 47 | Zaïre            |
|  | Canada           | 62  | 85 | Union soviétique |
|  | Chine            | 64  | 85 | Union soviétique |
|  | Canada           | 73  | 46 | Zaïre            |

Légende : Pts : nombre de points (la victoire vaut 2 points, la défaite 1), G : nombre de matches gagnés, P : nombre de matches perdus, PP : nombre de points marqués, PC : nombre de points encaissés, Diff. : différence de points, en vert et gras les équipes qualifiées pour les 1/8e de finale.

### Poule de classement (9-14)
Le résultat du match ayant opposé deux équipes du même groupe préliminaire (A, B, C) est pris en compte.
|   |           |     |   |   |     |     |      |
|   | Équipe    | Pts | G | P | PP  | PC  | Diff |
| 1 | Canada    | 10  | 5 | 0 | 331 | 255 | 76   |
| 2 | Cuba      | 9   | 4 | 1 | 418 | 310 | 108  |
| 3 | Australie | 8   | 3 | 2 | 378 | 319 | 59   |
| 4 | Japon     | 7   | 2 | 3 | 300 | 342 | -42  |
| 3 | Pérou     | 6   | 1 | 4 | 281 | 367 | -86  |
| 4 | Zaïre     | 5   | 0 | 5 | 267 | 382 | -115 |

|  | Zaïre     | 58 | 74 | Pérou     |
|  | Australie | 53 | 56 | Canada    |
|  | Cuba      | 85 | 67 | Japon     |
|  | Pérou     | 66 | 92 | Australie |
|  | Cuba      | 93 | 52 | Zaïre     |
|  | Japon     | 52 | 71 | Canada    |
|  | Zaïre     | 63 | 86 | Australie |
|  | Japon     | 67 | 54 | Pérou     |
|  | Cuba      | 72 | 73 | Canada    |
|  | Canada    | 58 | 32 | Pérou     |
|  | Japon     | 56 | 48 | Zaïre     |
|  | Cuba      | 76 | 63 | Australie |

### Poule finale (1-8)
Le résultat du match ayant opposé deux équipes du même groupe préliminaire (A, B, C) est pris en compte.
|   |                         |     |   |   |     |     |      |
|   | Équipe                  | Pts | G | P | PP  | PC  | Diff |
| 1 | Union soviétique        | 14  | 7 | 0 | 626 | 448 | 178  |
| 2 | États-Unis              | 13  | 6 | 1 | 649 | 509 | 140  |
| 3 | Chine (2-1)(1-0)        | 10  | 3 | 4 | 514 | 540 | -26  |
| 4 | Corée du Sud (2-1)(0-1) | 10  | 3 | 4 | 455 | 515 | -60  |
| 5 | Brésil (1-2)(1-0)       | 10  | 3 | 4 | 542 | 570 | -28  |
| 6 | Bulgarie (1-2)(0-1)     | 10  | 3 | 4 | 495 | 527 | -32  |
| 7 | Pologne                 | 9   | 2 | 5 | 439 | 502 | -63  |
| 8 | Yougoslavie             | 8   | 1 | 6 | 424 | 533 | -109 |

|  | États-Unis       | 101(84) | 91(84) | Chine            |
|  | Pologne          | 44      | 70     | Union soviétique |
|  | Brésil           | 74      | 60     | Yougoslavie      |
|  | Corée du Sud     | 70      | 62     | Pologne          |
|  | États-Unis       | 92      | 49     | Yougoslavie      |
|  | Brésil           | 81      | 78     | Bulgarie         |
|  | Brésil           | 71      | 72     | Chine            |
|  | Bulgarie         | 71      | 57     | Pologne          |
|  | États-Unis       | 84      | 85     | Union soviétique |
|  | Union soviétique | 94      | 63     | Bulgarie         |
|  | Yougoslavie      | 58      | 76     | Chine            |
|  | Brésil           | 79      | 80     | Corée du Sud     |
|  | États-Unis       | 82      | 63     | Pologne          |
|  | Union soviétique | 95      | 54     | Corée du Sud     |
|  | Chine            | 64      | 73     | Bulgarie         |
|  | Yougoslavie      | 64      | 98     | Union soviétique |
|  | Corée du Sud     | 69(61)  | 72(61) | Chine            |
|  | Brésil           | 78      | 109    | États-Unis       |
|  | Bulgarie         | 78      | 73     | Yougoslavie      |
|  | États-Unis       | 82      | 66     | Corée du Sud     |
|  | Brésil           | 84      | 72     | Pologne          |
|  | Yougoslavie      | 70      | 57     | Corée du Sud     |
|  | États-Unis       | 99      | 77     | Bulgarie         |
|  | Chine            | 75      | 83     | Pologne          |
|  | Brésil           | 75      | 99     | Union soviétique |

Dans un premier temps, la Chine, la Corée du Sud, le Brésil et la Bulgarie sont départagés aux matchs particuliers.
Dans un deuxième temps, la Chine et la Corée du Sud, ainsi que le Brésil et la Bulgarie sont de nouveau départagés au match particulier.

### 3eplace
Chine 71-63  Corée du Sud

### finale
Union soviétique 84-82  États-Unis

## Classement final
| Rang | Équipe           | J  | V  | D | PP  | PC  | Diff | Statut                        |
| ---- | ---------------- | -- | -- | - | --- | --- | ---- | ----------------------------- |
| 1    | Union soviétique | 10 | 10 | 0 | 912 | 632 | +280 | Vainqueur de la finale        |
| 2    | États-Unis       | 8  | 6  | 2 | 731 | 593 | +138 | Perdant de la finale          |
| 3    | Chine            | 10 | 6  | 4 | 749 | 716 | +33  | Vainqueur de la petite finale |
| 4    | Corée du Sud     | 10 | 5  | 5 | 684 | 702 | -18  | Perdant de la petite finale   |
| 5    | Brésil           | 7  | 3  | 4 | 542 | 570 | -28  | Poule finale                  |
| 6    | Bulgarie         | 9  | 5  | 4 | 661 | 631 | +30  | Poule finale                  |
| 7    | Pologne          | 9  | 4  | 5 | 585 | 628 | -43  | Poule finale                  |
| 8    | Yougoslavie      | 9  | 3  | 6 | 601 | 662 | -61  | Poule finale                  |
| 9    | Canada           | 7  | 5  | 2 | 459 | 414 | +45  | Poule de classement           |
| 10   | Cuba             | 7  | 4  | 3 | 545 | 463 | +82  | Poule de classement           |
| 11   | Australie        | 7  | 3  | 4 | 515 | 479 | +36  | Poule de classement           |
| 12   | Japon            | 7  | 2  | 5 | 418 | 505 | -87  | Poule de classement           |
| 13   | Pérou            | 7  | 1  | 6 | 374 | 546 | -172 | Poule de classement           |
| 14   | Zaïre            | 7  | 0  | 7 | 354 | 589 | -235 | Poule de classement           |

| Championne du monde 1983 |
| · Union soviétique · 6e titre |
| - 4 Ramune-Neringa Shidlauskaite - 5 Olga Barysheva - 6 Olesya Barel - 7 Tatyana Ivinskaya - 8 Olga Buryakina - 9 Nadezhda Shuvayeva - 10 Uļjana Semjonova - 11 Lyudmila Rogozhina - 12 Yelena Khaudasova - 13 Olga Soukharnova - 14 Vida Beselienė - 15 Galina Savitskaya - Entraîneur : Lidia Alexeyeva |